# Tetraommatus angustatus
Tetraommatus angustatus là một loài bọ cánh cứng trong họ Cerambycidae.